# Macromphalina argentina
Macromphalina argentina is een slakkensoort uit de familie van de Vanikoridae. De wetenschappelijke naam van de soort is voor het eerst geldig gepubliceerd in 1975 door Castellanos.